# Pemberton (New Jersey)
Pemberton est un Borough, situé dans le comté de Burlington, dans l’État du New Jersey aux États-Unis. En 2010, sa population est de 1 409 habitants.

## Source de la traduction
- (en) Cet article est partiellement ou en totalité issu de l’article de Wikipédia en anglais intitulé « Pemberton, New Jersey » (voir la liste des auteurs).